# Koreh Jub
Koreh Jub (en persan : كره جوب romanisé en Koreh Jūb et également connu sous le nom de Kūreh Jūb) est un village de la province de Kermanshah en Iran. Lors du recensement de 2006, sa population était de 20 habitants pour 4 familles.